# カール・フリードリヒ・ゲルトナー
カール・フリードリヒ・ゲルトナー（ドイツ語: Karl Friedrich Geldner、1852年12月17日 - 1929年2月5日）は、ドイツの東洋学者。ヴェーダとアヴェスターの研究で知られる。

## 経歴
1852年、ザールフェルトに生まれた。1871年にライプツィヒ大学に入学してサンスクリットとアヴェスター語を学んだ後、テュービンゲン大学に移ってルドルフ・フォン・ロートにヴェーダ文献学を学んだ。1875年にリグ・ヴェーダの訳注でテュービンゲン大学の博士の学位を得た。
はじめテュービンゲン大学で教えた。肩書きは教授だったが無給だったため、1887年にはリヒャルト・ピシェルのいるハレ大学の私講師に移り、1890年に員外教授に昇任した。同年ベルリン大学に移った。1907年にマールブルク大学の正教授に就任し、1921年に退官した後も教えつづけた。1929年に死去。

## 主な業績
学生時代の1874年に書いた懸賞論文で、後期アヴェスターの文章の多くが韻文になっており、その多くは8音節が1句になっていることを指摘した。
- Über die Metrik des jüngeren Avesta. Tübingen: H. Laupp. (1877)

ゲルトナーはヴェスタゴー版にかわる『アヴェスター』の校訂版を公刊した（全3巻）。その序論(Prolegomena)では『アヴェスター』の書誌について詳細に述べている。
- Avesta, die heiligen Bücher der Parsen. Stuttgart: Kohlhammer. (1886-1895)
- Avesta, the Sacred Books of the Parsis. 1. Stuttgart: Kohlhammer. (1896) 巻2(1889)、巻3(1896)

ハレ時代にはリヒャルト・ピシェルと共著で『ヴェーダ研究』（全3巻、1889-1901）を出版した。ゲルトナーは師であるロートと異なり、インドの伝統的なヴェーダ注釈やインドの文学的伝統との関係を重んじた。
マールブルク時代には『リグ・ヴェーダ』の訳注の作業に専心したが、この大著は生前には印刷されなかった。全3巻が出版されたのは1951年だった。
- Der Rig-Veda aus dem Sanskrit ins Deutsche übersetzt. London, Wiesbaden. (1951)

その他：
- Studien zum Avesta. Strassburg: Trübner. (1882)
- Drei Yasht aus dem Zendavesta. Stuttgart: Kohlhammer. (1884)
- “Awestalitteratur”. Grundriss der iranischen Philologie. 2. Strassburg: Trübner. (1896-1904). pp. 1-53
- Der Rigveda in Auswahl. Stuttgart: Kohlhammer. (1907-1909)（2巻）

ゲルトナーはブリタニカ百科事典第11版の多数の項目を執筆している。「ゾロアスター」「ゼンド・アヴェスタ」「ペルシア（言語の項）」など。